# Eva (coopérative)
Eva est une application coopérative de covoiturage et de livraison basée sur une chaine de blocs(blockchain). L'application connecte les membres passagers aux membres conducteurs, dans une approche pair à pair. L'organisation est fondée en 2017 et l'application lancée à Montréal le 13 mai 2019. Le bureau mère est basé à Montréal, Canada.

## Histoire
L'idée de développer une entreprise coopérative de covoiturage basée sur un modèle de chaine de blocs est née entre Raphaël Gaudreault et Dardan Isufipuis fondent Eva en décembre 2017 en partenariat avec les Caisses Desjardins,. Le gouvernement du Québec a supervisé Uber avec un projet pilote spécifique qui était exclusif, bloquant ainsi l'admission d'Eva sur le marché,. François Bonnardel, député, s'est prononcé contre l'inaction politique: « « On arrive plus de huit mois plus tard et il n’y a toujours rien, On a des technocrates de l’autre siècle qui ne voient pas le potentiel de jeunes sociétés québécoises ». » Aux élections générales du Québec de 2018, le nouveau ministre des Transports Québec, François Bonnardel, a donné la priorité à l'intégration d'Eva au projet pilote Uber visant à libéraliser le marché. Eva a lancé l'application le 29 octobre 2018 pour tester les fonctionnalités de l'application,,.
Le 11 janvier 2019, le Gouvernement du Québec a officiellement autorisé Eva, à travers le même projet pilote qu'Uber, à lancer à Montréal, à Québec et à Gatineau. C'est la deuxième application de covoiturage à être réglementée avant même que Lyft le soit,. Lancée la première fois à Montréal le 13 mai 2019, l'application est également disponible à partir de l'Aéroport international de Montréal. 
En mai 2020, du fait de la pandémie de la Covid-19, Eva développe un service de livraison au sein de son application, permettant donc aux marchands et restaurants locaux ainsi qu'aux membres Eva de continuer à développer l'économie de la région du Grand Montréal. À partir de cette année, l'entreprise n'est donc plus uniquement spécialisée dans le transport des personnes,.   

## Technologie
Le membre passager peut évaluer le membre conducteur.
Eva est une application décentralisée à usage de masse basée sur la chaine de blocs EOS.io. Toutes les fonctionnalités de l'application sont gérées par le contrat intelligent. La technologie est essentiellement composée du contrat intelligent, de l'application client et du serveur hors chaîne utilisé pour les services de paiement en monnaie fiat et le système de navigation.